# Kền kền
Kền kền hay Kên kên là tên gọi chung của một nhóm các loài chim ăn thịt và ăn xác chết, sống ở các châu lục, ngoại trừ châu Nam Cực và châu Đại Dương. Một trong những đặc điểm của kền kền là đầu thường trọc, không có lông do tập quán ăn thịt xác chết bằng cách thò cả đầu vào xác con vật để ăn thịt nên đầu bị dính máu và dịch xác con mồi, nếu có lông thì sẽ bị dính và khó làm sạch. Đặc điểm này giúp kền kền rửa sạch đầu nhanh chóng ở các con sông gần đó.
thường có lông màu nâu nhạt.
Kền kền được chia làm 2 nhóm. Kền kền ở thế giới cũ ở châu Phi, châu Á và châu Âu thuộc họ Accipitridae-họ này bao gồm cả Đại bàng, Diều hâu, Ó cá, Ác là. Chúng tìm xác chết bằng cách nhìn bằng mắt. Loài kền kền ở Tân Thế giới về vẻ bề ngoài không liên quan một chút nào đến họ Accipitridae nhưng thuộc họ Cathartidae gần gũi với loài cò. Nhiều loài thuộc họ này có khứu giác tốt, không giống như chim săn mồi bình thường. Sự tương đồng giữa hai loại kền kền kể trên là do sự tiến hóa hội tụ hơn là quan hệ gần gũi về họ hàng.

## Kền kền ăncon mồi

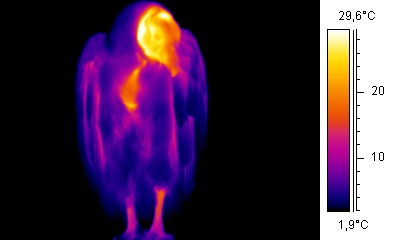
Một số thành viên của cả kền kên Cựu thế giới lẫn Tân thế giới đều có đầu và cổ không có lông

Kền kền ít khi tấn công một con thú khỏe mạnh nhưng có thể giết chết những con bị thương hay bị bệnh. Khi xác con mồi có lớp da quá dày với mỏ kền kền thì chúng sẽ chờ những loài ăn xác thối lớn hơn tới ăn trước. Chúng nuốt ngấu nghiến thức ăn khi thức ăn còn thừa thãi cho đến lúc diều căng phồng và ngồi xuống và ngủ hoặc gật gù như ngủ để tiêu hóa thức ăn. Chúng không tha thức ăn cho những con chim non của chúng mà ọe ra từ diều để nuôi con. Loài chim này giúp làm sạch môi trường, đặc biệt là ở những xứ nóng.

## Đe dọa do ngộ độc diclofenac
Quần thể kền kền tại Ấn Độ đã suy giảm tới 95% trong giai đoạn gần đây và 2 hoặc 3 loài kền kền Nam Á đang cận kề với sự tuyệt chủng. Nguyên nhân là do việc sử dụng loại thuốc chống viêm nhiễm không chứa steroit (NSAID) diclofenac cho các gia súc, với tác dụng làm lành vết thương. Diclofenac cho phép các động vật ốm yếu này làm việc lâu hơn trên ruộng đồng. Tuy nhiên, diclofenac tích lũy trong cơ thể động vật và khi con vật bị chết thì trong xác của chúng vẫn còn diclofenac. Những người nông dân bỏ lại xác con vật trên đồng với ý đồ nhờ kền kền thu dọn. Diclofenac có trong xác chết sẽ được kền kền hấp thụ, nhưng rất không may là chúng lại rất mẫn cảm với diclofenac và chịu các tổn thương về thận và kết quả là bị chết do ngộ độc diclofenac.
Sự suy giảm số lượng kền kền đã gây ra các vấn đề vệ sinh chung tại Ấn Độ do các xác chết của động vật có xu hướng bị thối rữa, hay bị chuột hoặc chó hoang ăn vào. Ngoài ra, nó còn là vấn đề đối với một số cộng đồng dân cư nhất định, chẳng hạn người Parsi, là bộ tộc có tập quán thiên táng với xác người chết được đặt trên đỉnh dakhma (tháp im lặng) để cho kền kền ăn và làm sạch thi thể, chỉ để lại bộ xương khô.
Meloxicam – một loại thuốc NSAID tương tự như diclofenac – nhưng lại không gây hại cho kền kền có thể là giải pháp thay thế tốt hơn. Chính quyền Ấn Độ đã cấm diclofenac, nhưng nó vẫn còn được buôn bán trong vài năm tới nữa.

## Trong văn hóa

### Châu Phi
Tại miền nam châu Phi, tên gọi của kền kền Nubia là đồng nghĩa với thuật ngữ để chỉ các đôi tình nhân, do loài kền kền này luôn luôn có đôi, mẹ và con luôn gắn kết với nhau.

Cặp đôi, gắn kết, bảo vệ và tình yêu là các thuộc tính đặc biệt được gắn liền với kền kền. Người ta cũng cho rằng kền kền gần gũi với các vị thần tiên ngự trị trên bầu trời, do kích thước to lớn và khả năng bay cao của chúng. Người Ai Cập cổ đại cho rằng kền kền là một bà mẹ tốt, và sải cánh rộng của nó được nhìn nhận như là sự bao bọc và bảo vệ cho các con của chúng. Chữ viết tượng hình kền kền của người Ai Cập 
| A |

 là con chữ duy nhất được sử dụng cho các âm thanh môn (3), bao gồm các từ như mẹ, thịnh vượng, bà và nhà cai trị.

### Phương Tây
Ngược lại với nhiều loài chim săn mồi khác, trong văn hóa phương Tây kền kền thường bị coi là đáng ghê tởm do nó gắn liền với cái chết. Một số nhà báo theo chủ nghĩa giật gân tìm kiếm các tin tức về các vụ phạm tội đẫm máu đôi khi cũng bị gọi là "kền kền". Các nhà đầu tư tài chính tìm kiếm các công ty hay các quốc gia đang mắc nợ để mua các loại chứng khoán ở giá thấp cũng được gọi là các quỹ kền kền. Các luật sư thu lợi từ cái chết, chẳng hạn thừa kế, ngộ sát hay các luật sư trong lĩnh vực bảo hiểm nhân thọ cũng có thể bị gọi là "kền kền".

## Hình ảnh

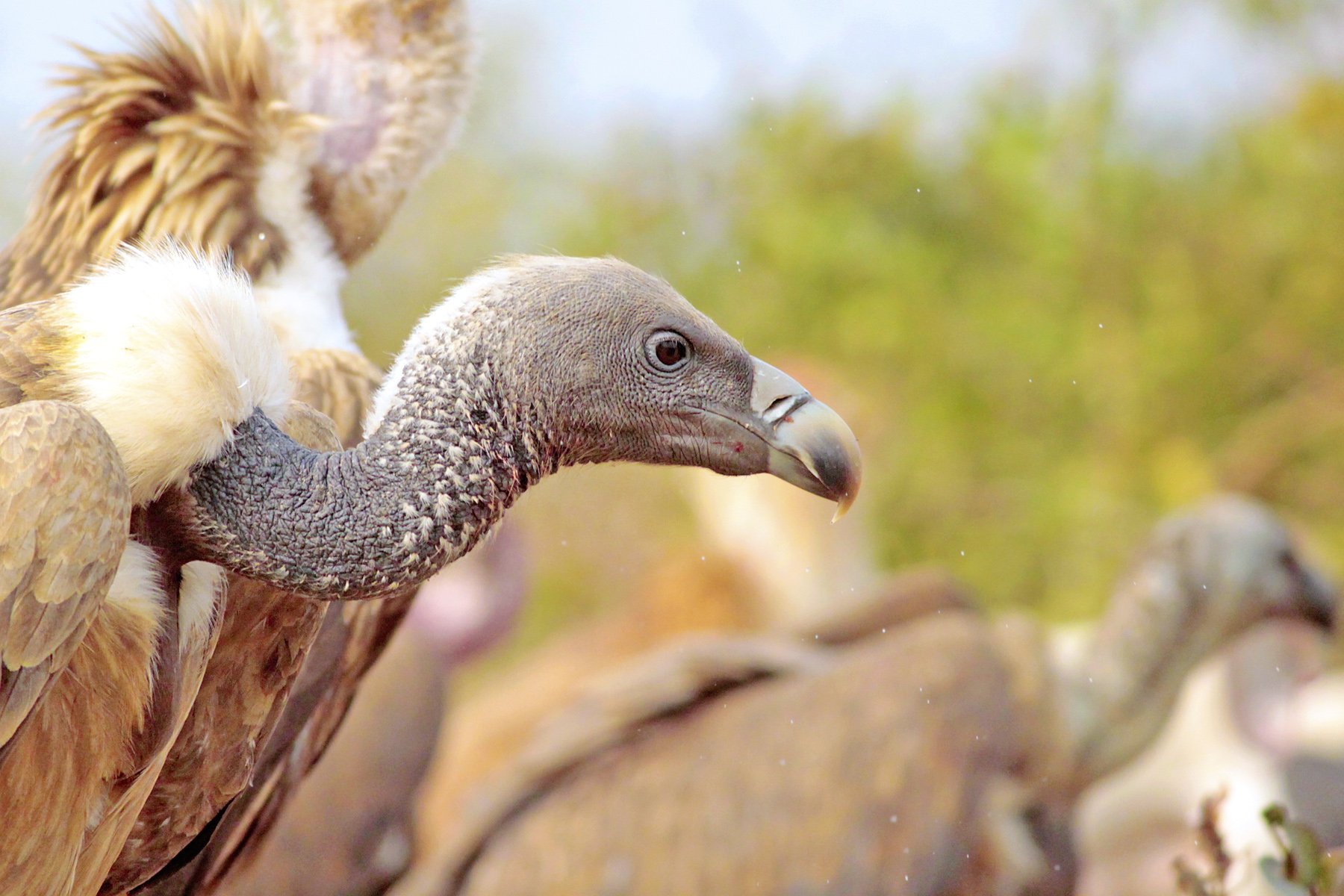
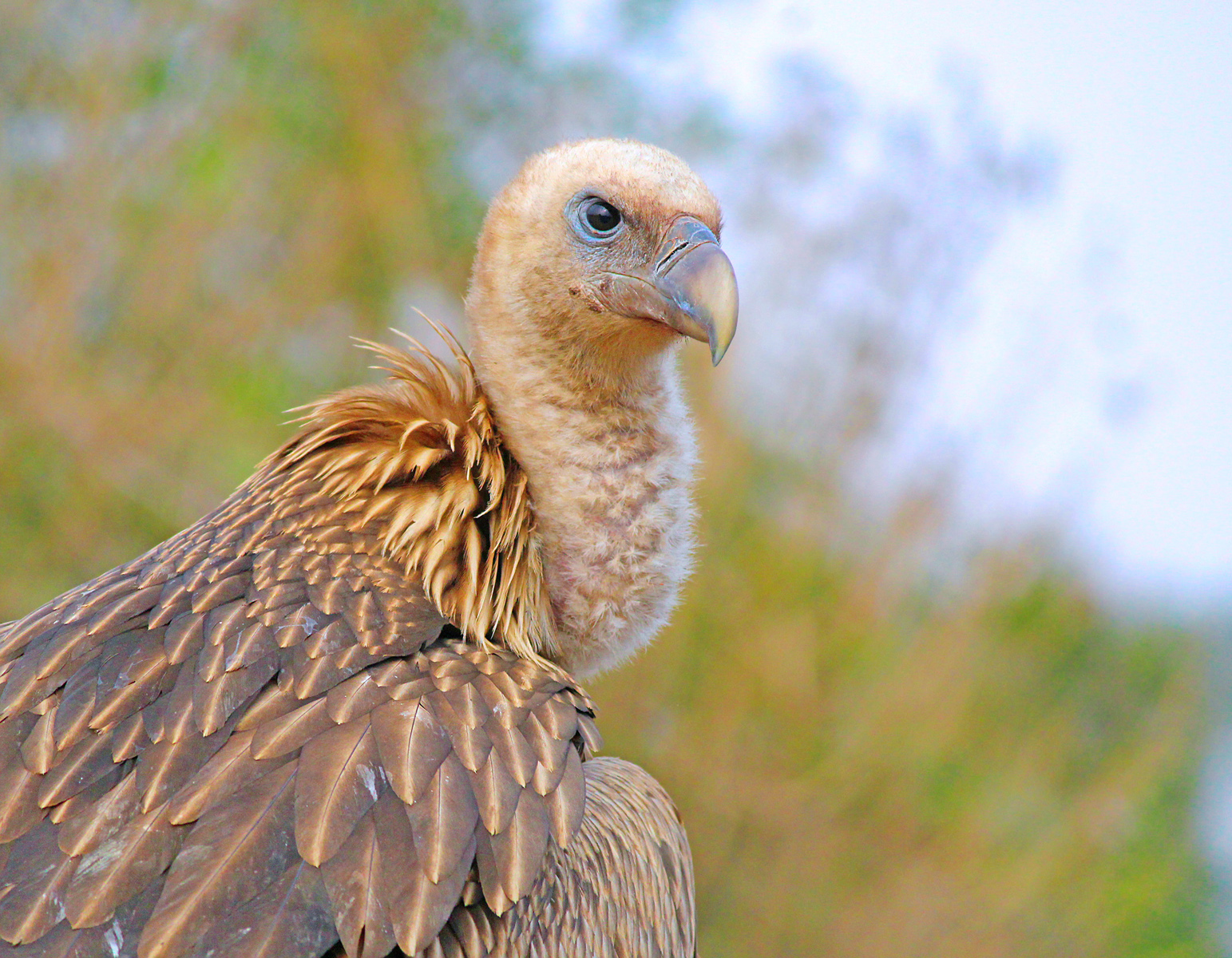
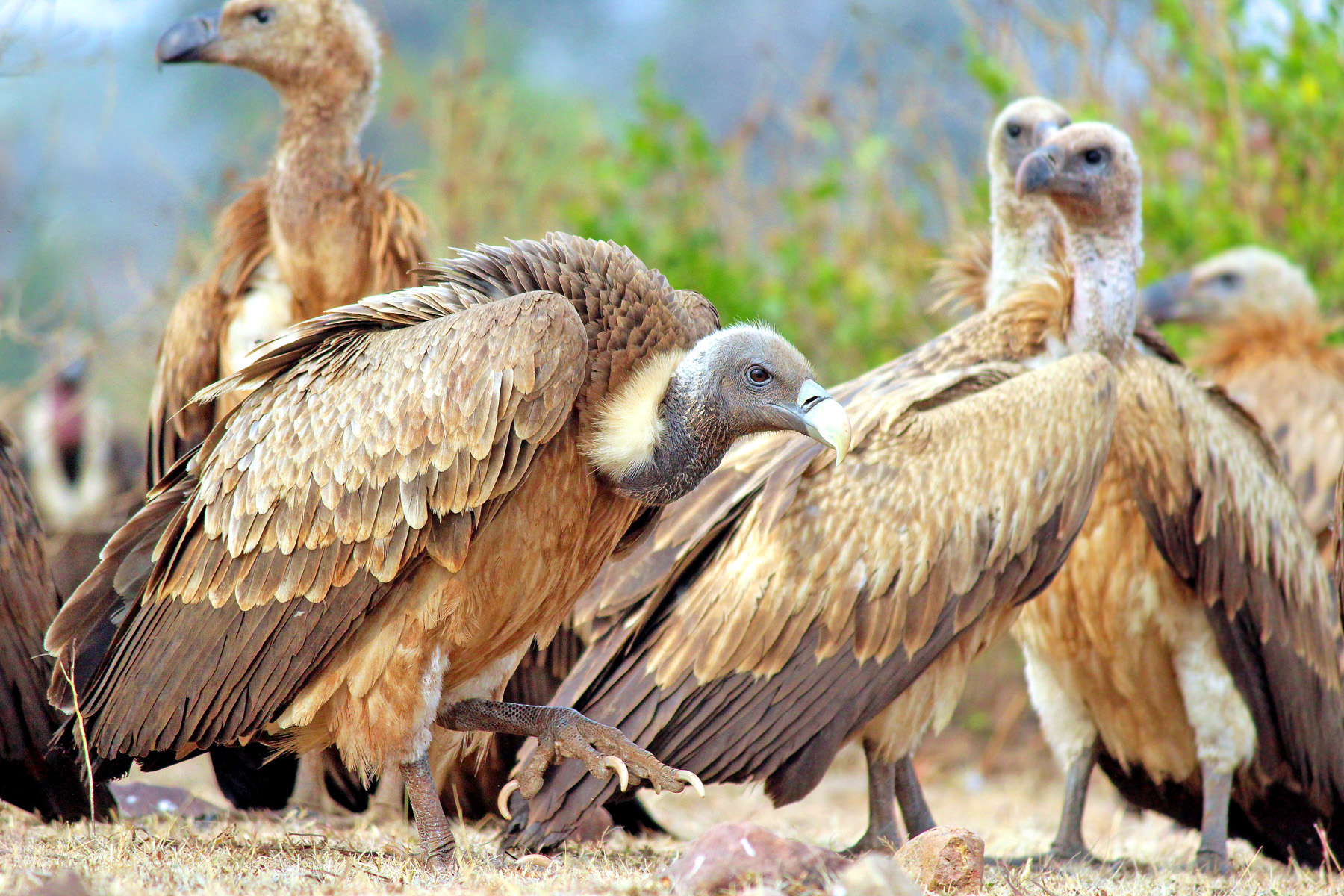
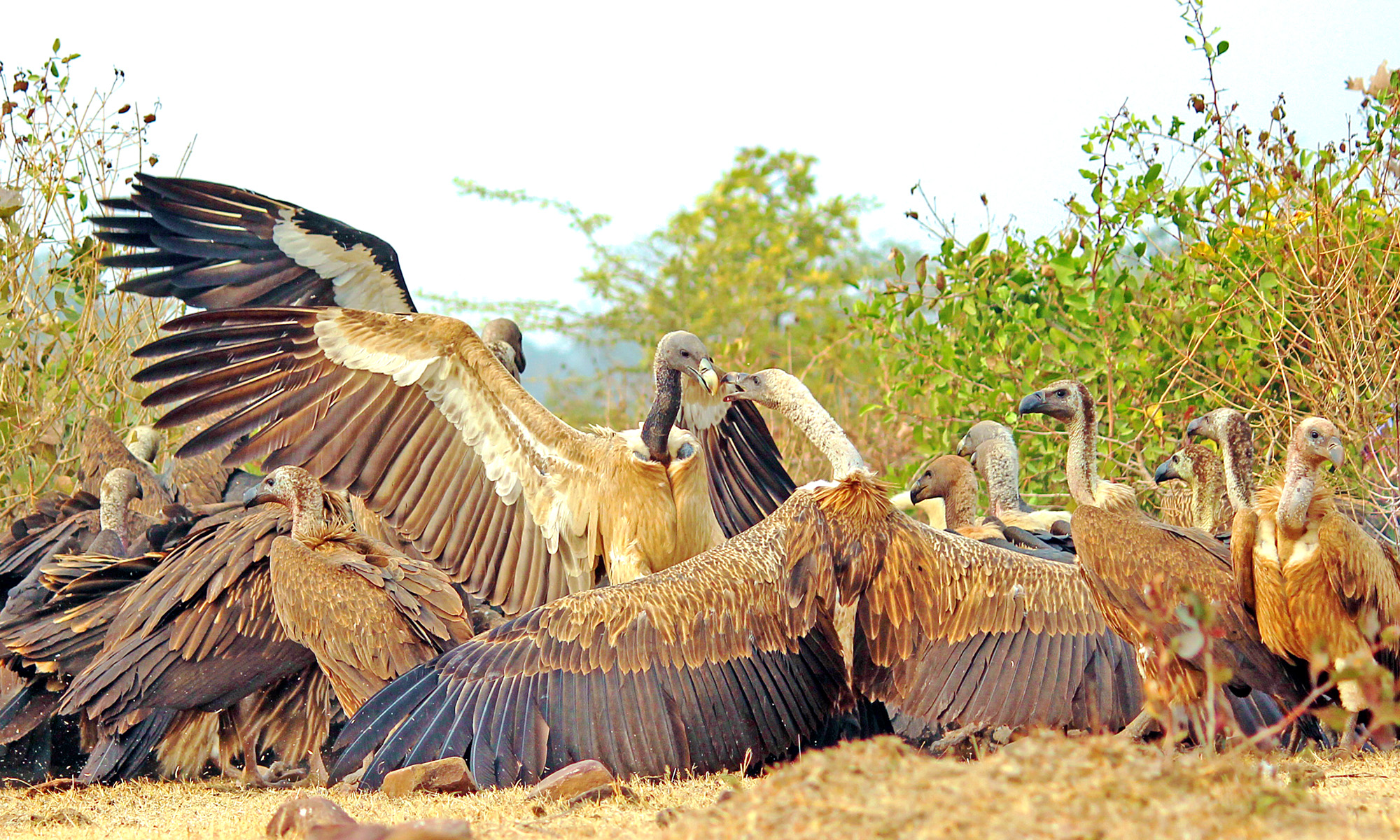
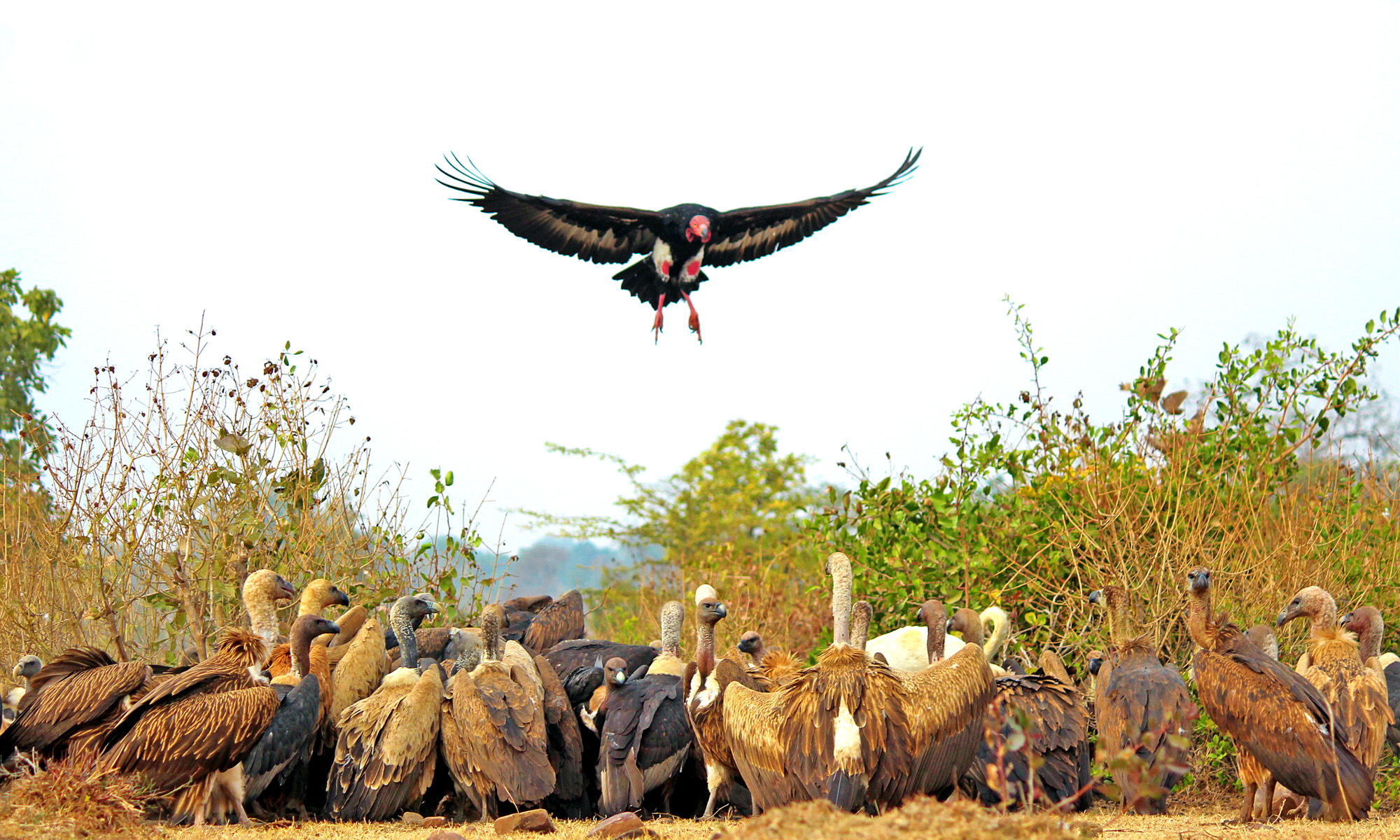
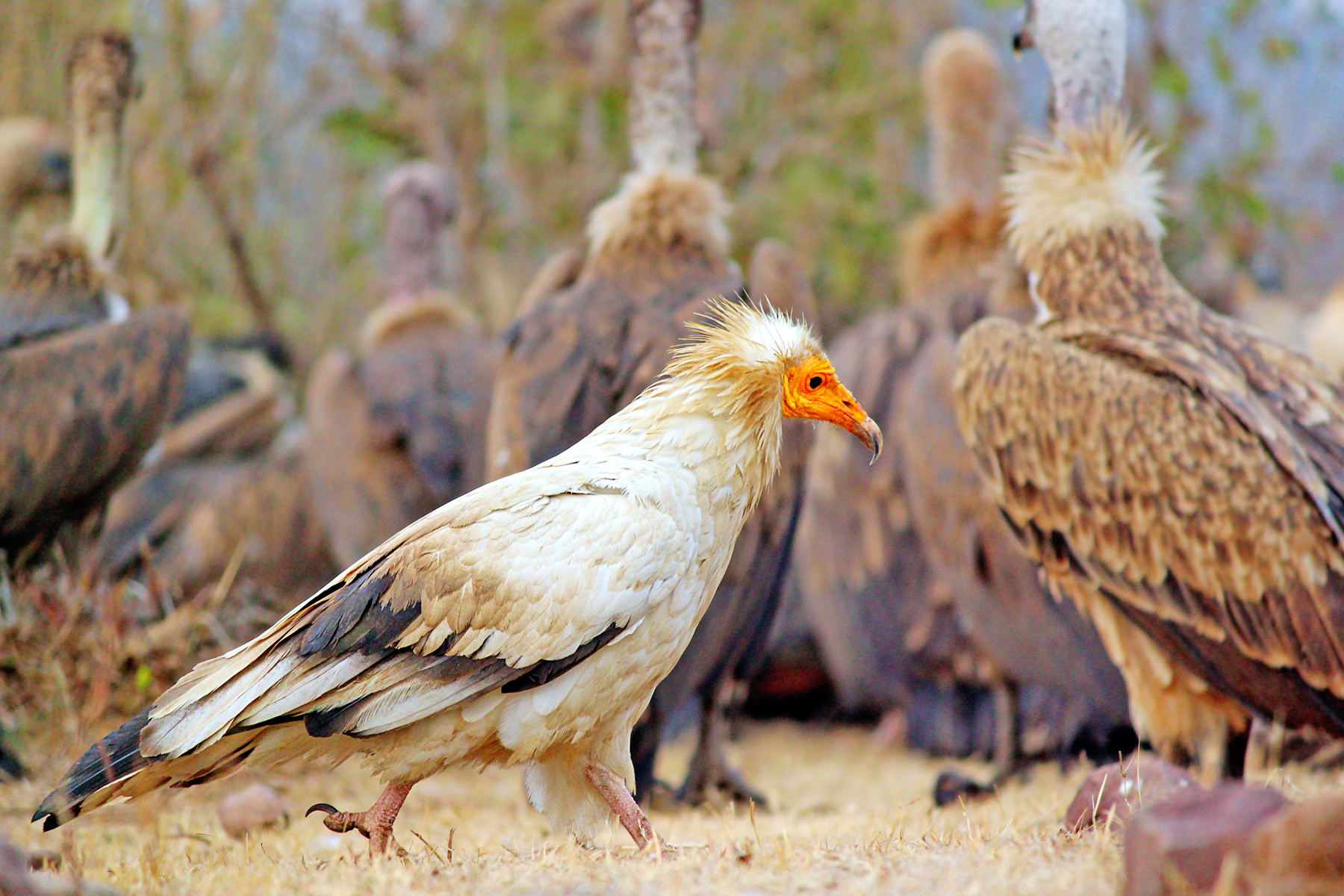
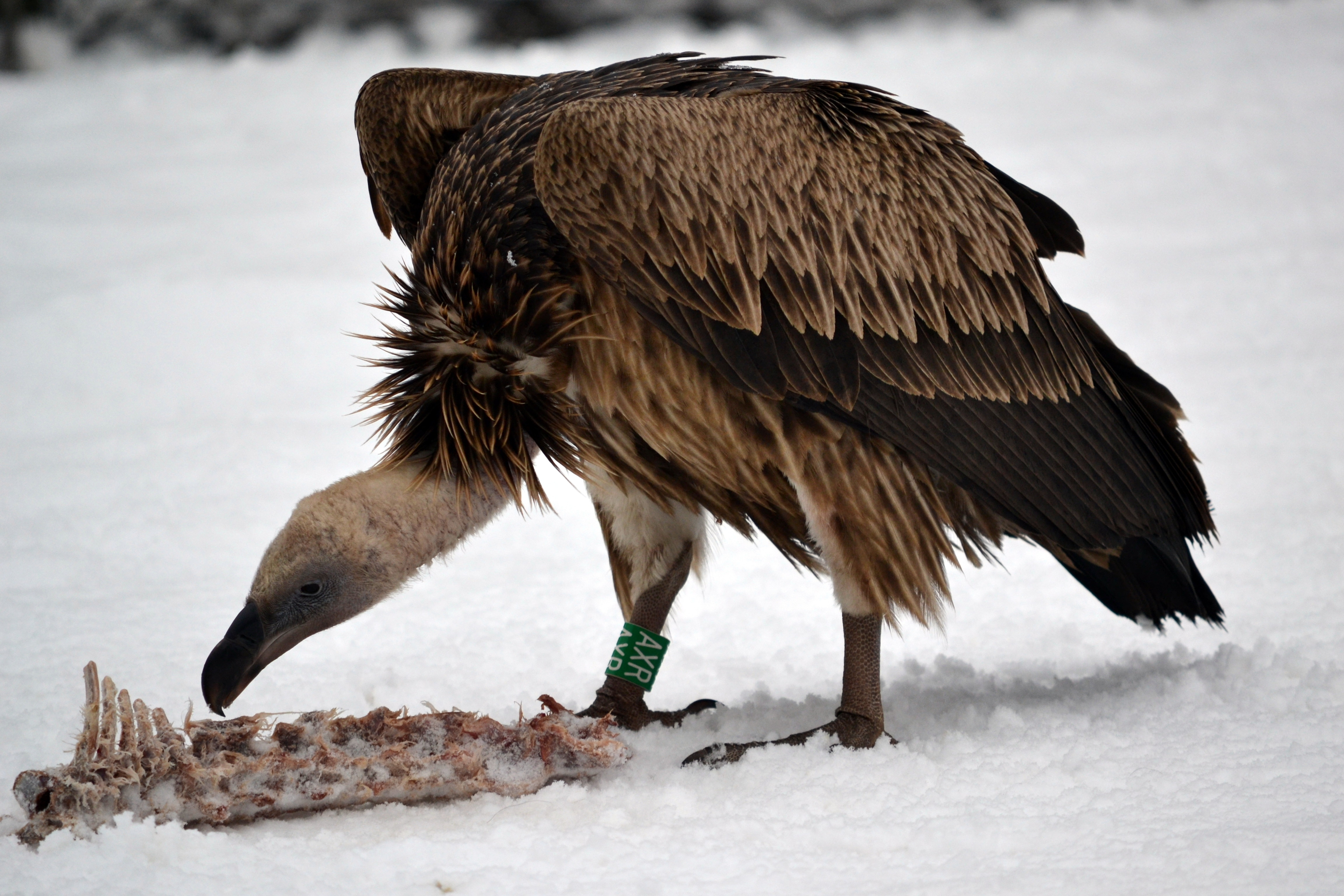
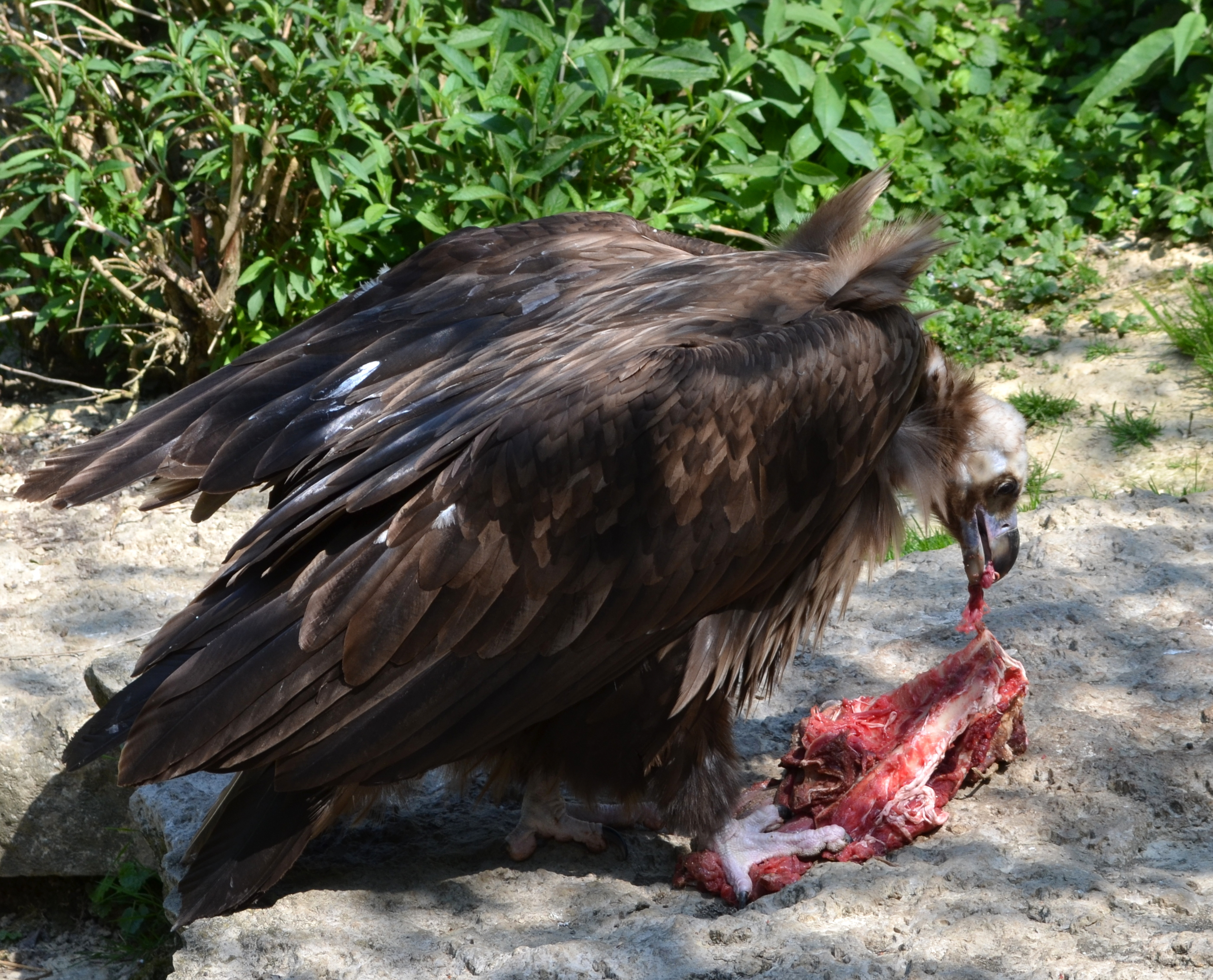